# 梁渠
梁渠（りょうきょ）は、中国に伝わる怪物。
『山海経』の「中山経」に記されており、歴次山にいるという。狸に似た姿で頭は白く、爪は虎のようなすがたをしているとされる。この梁渠の姿が見られた国には大きな戦争が起こるとされる。おなじく『山海経』に書かれている朱厭（しゅえん）や鳧徯（ふけい）などのように戦乱のきざしと考えられていたとみることができる。
『山海経』の「北山経」には梁渠という名をもつ山も登場するが、そちらにこの梁渠は登場しない。